# Chikkavaddarakere, Piriyapatna
Chikkavaddarakere là một làng thuộc tehsil Piriyapatna, huyện Mysore, bang Karnataka, Ấn Độ.